# Cécile Bruyère
Cécile Bruyère (12 d'octubre de 1845 – 18 de març de 1909) va ser la primera abadessa de l'abadia de Santa Cecilia, a Solesmes (Abbaye Sainte-Cécile de Solesmes) i seguidora de Prosper Guéranger en el ressorgiment de l'espiritualitat Benedictina a França durant el segle xix.

## Vida
Va néixer amb el nom de Jeanne-Henriette Bruyère, era neta de l'arquitecte i enginyer Louis Bruyère i l'arquitecte Jacques-Marie Huvé. La seva família va viure a Sablé-sur-Sarthe.
Va ser enviada amb Prosper Guéranger, fundador de l'abadia de Solesmes i refundador de la tradició benedictina francesa, per què la preparés per a la seva primera comunió, esdevenint la seva filla espiritual. L'any 1866, amb el suport de Guéranger, va fundar la primera casa femenina dins de la congregació benedictina francesa, l'actual Congregació Benedictina de Solesmes.
El nou convent va ser dedicat a Santa Cecília per la devoció que Guéranger sentia per ella. Ella mateixa havia volgut dir-se Cecília, igual que la seva àvia materna, des de la seva infantesa, i va prender el nom en la seva confirmació l'any 1858, mantenint-lo en la seva vida religiosa.
Tot i que Santa Cecília era només un priorat, Cécile Bruyère va ser nomenada abadessa amb 24 anys pel Papa Pius IX el 20 de juny de 1870. Probablement això va ser un gest per agrair a Guéranger el seu gran suport al Papa durant el Primer Concili Vaticà a favor del recentment proclamat dogma de la infal·libilitat pontifical.
La mare Cecília, amb el suport de Guéranger, va escriure la constitució del convent, que va influir també en la d'altres convents. Una menció especial mereix el re-establiment del càrrec d'abadessa amb els seus símbols (l'anell, la creu pectoral i el bàcul pastoral), i del ritu de la consagració de verges, que s'havia perdut.
Les seves monges, d'acord amb el pensament de Dom Guéranger i la congregació que havia establert, aprenien llatí i cant gregorià, cosa que era totalment excepcional en aquella època. Avui en dia encara és aquesta la pràctica de l'abadia i de la congregació de Solesmes.
La llei francesa de separació de l'església i l'estat de 1905 van forçar la comunitat sencera a exiliar-se a Anglaterra, establint l'abadia de Santa Cecília, de l'Illa de Wight, on el 18 de març de 1909 la mare Ceclília va morir. Quan la comunitat va poder tornar a Solesmes, l'any 1921, el seu cos també va ser transportat i tornat a sepultar allà.

## Obres
L'ensenyament i el pensament espiritual de la mare Cecília, directament heretats del de Guéranger però amb el benefici de l'experiència de molts anys a la vida i meditació benedictina, va ser molt ben resumit al seu llibre La vie spirituelle et l'oraison, d'après la Sainte Ecriture et la tradition monastique, reimprès en nombroses ocasions i traduït a diverses llengües. En aquesta obra explica la importància primària de la litúrgia en la vida religiosa pel desenvolupament de la gràcia específica que sorgeix del sagrament de baptisme.